# SF 어워드
SF 어워드는 국립과천과학관이 2014년 신설하여 매년 주최하는 SF 상이다. 국내에서 창작되어 발표, 출간된 SF 작품을 대상으로 하며, 영상, 장편 소설, 중단편 소설, 만화 4개 분야별로 대상과 우수상을 시상한다. 4회(2017년)까지의 주최와 시상식은 국립과천과학관에서 매년 가을에 개최하는 SF 축제에서 진행되었다. 5회(2018년)부터는 국립과천과학관의 지원이 아니라 '한국SF어워드운영위원회'에서 대회의 운영을 맡고 있다. 6회(2019년)부터 웹소설 부문도 수상 대상에 포함시켰다.

## 역대 시상식 개요

### 제1회 SF 어워드 (2014년)
첫 SF 어워드는 'SF2014, Science & Future'에서 진행하였다.
- 시상식: 2014년 10월 3일 과천과학관 무한상상실
- 심사대상: 2012년 1월부터 2014년 5월까지 제작, 출시된 SF 작품
- 심사위원장: 김봉석 (에이코믹스 편집장)
- 심사위원: 김종철 (익스트림무비 편집장), 고장원 (SF평론가), 박상준(서울SF아카데미 대표), 박인하(청강문화산업대학교 만화창작전공 교수)
- 시상자: 복거일, 김산호

### 제2회 SF 어워드 (2015년)
제2회 SF 어워드는 'SF2015, Science & Future'에서 진행하였다.
- 시상식: 2015년 10월 30일 과천과학관 무한상상실
- 심사대상: 2014년 6월부터 2015년 5월까지 대중에게 공식적으로 발표, 출간된 SF 작품
- 심사위원: 김봉석 (에이코믹스 편집장), 김종철 (익스트림무비 편집장), 고장원 (SF평론가), 박상준(서울SF아카데미 대표), 박인하(청강문화산업대학교 만화창작전공 교수)

### 제3회 SF 어워드 (2016년)
제3회 SF 어워드는 'SF2016, Science & Future'에서 진행하였다.
- 시상식: 2016년 10월 29일 과천과학관 어울림홀
- 심사대상: 2015년 6월부터 2016년 5월까지 대중에게 공식적으로 발표, 출간된 SF 작품
- 심사위원: 4개분야 12명의 SF전문가
  - 영상: 고광본 (서울경제신문 정보산업부 부장), 양정화 (영화사 해밀 대표), 최익환 (숭실대 영화예술교수)
  - 장편소설: 고장원 (SF평론가), 이문희 (제일기획 광고국장), 이한음 (과학 전문 저술 및 번역가)
  - 중단편소설: 박상준 (서울SF아카이브 대표), 이봉원 (원컴피알 대표), 원종우 (과학과 사람들 대표)
  - 만화: 박인하 (청강문화산업대학교 교수), 전홍식 (SF판타지&도서관장), 한상정 (상지대 문화콘텐츠학과 교수)

### 제4회 SF 어워드 (2017년)
제4회 SF 어워드는 'SF2016, Science & Future'에서 진행하였다.
- 시상식: 2017년 11월 4일 과천과학관 무한상상실
- 심사대상: 2016년 6월~ 2017년 5월까지 대중에게 공식적으로 발표, 출간된 SF 작품
- 심사위원: 4개분야 12명의 SF전문가
  - 영상: 김봉석 (에이코믹스 편집장), 양정화 (영화사 해밀 대표), 이선필 (기자)
  - 장편소설: 송경아 (SF소설가, 심사위원장), 이한음 (과학 전문 저술 및 번역가), 정소연 (SF소설가)
  - 중단편소설: 복도훈 (한국예술종합학교 교수), 이지용 (단국대학교 연구교수), 정보라 (SF소설가)
  - 만화: 박상준(서울SF아카이브 대표), 전홍식 (SF판타지&도서관장), 박인하 (청강문화산업대학교 교수)

### 제5회 SF 어워드 (2018년)
제5회 SF 어워드는 '한국SF어워드준비위원회'에서 진행하였다. 
- 시상식: 2019년 3월 30일 과천과학관 창조홀
- 심사대상: 2017년 6월~ 2018년 5월까지 대중에게 공식적으로 발표, 출간된 SF 작품
- 심사위원: 4개분야 12명의 SF전문가
  - 영상: 김봉석 (영화평론가), 양정화 (영화사 해밀 대표), 박상준(서울SF아카이브 대표)
  - 장편소설: 송경아 (SF소설가, 심사위원장), 복도훈 (서울과학기술대학교 교수), 고호관 (동아사이언스 기자)
  - 중단편소설: 이지용 (건국대학교 연구교수), 이수현 (번역가, 소설가), 최지혜 (SF전문 편집자)
  - 만화: 박인하 (청강문화산업대학교 교수), 신일숙 (만화가), 백정숙 (만화평론가)

### 제6회 SF 어워드 (2019년)
제6회 SF 어워드는 '한국SF어워드준비위원회'에서 진행하였다. 
- 시상식: 2020년 2월 1일 과천과학관 창조홀
- 심사대상: 2018년 6월~ 2019년 5월까지 대중에게 공식적으로 발표, 출간된 SF 작품
- 심사위원: 5개분야 15명의 SF전문가
  - 영상: 김봉석 (영화평론가), 양정화 (영화사 해밀 대표), 이소영(시나리오 작가)
  - 장편소설: 박성환 (SF소설가), 이유미 (평론가), 이한음 (SF소설가)
  - 웹소설: 이지용(SF평론가, 심사위원장), 전혜정(청강문화산업대학교 교수), 손진원(장르비평가)
  - 중단편소설: 최지혜 (SF전문 편집자), 김효진 (SF연구자), 이지연 (황금가지 편집자)
  - 만화: 박인하 (청강문화산업대학교 교수), 노미영 (만화가), 백정숙 (만화평론가)

## 역대 수상작
분야별로 5편 정도의 후보를 선정한 후, 시상식에서 1편을 대상으로 선정하고 나머지 후보는 우수상을 시상한다.
  *   대상 수상작

### SF 영상 부문
| 수상년도 | 감독          | 작품명                                    | 출처  |
| -------- | ------------- | ----------------------------------------- | ----- |
| 2014년   | 봉준호        | 설국열차 (장편 영화)                      | [ 4 ] |
| 2014년   | 구봉회        | 고스트메신저 (애니메이션)                 | [ 4 ] |
| 2014년   | 김병수        | 나인: 아홉 번의 시간여행 (tvN 드라마)     | [ 4 ] |
| 2014년   | 장태유        | 별에서 온 그대 (SBS 드라마)               | [ 4 ] |
| 2015년   | 우경민        | 자니 익스프레스 (단편 애니메이션)         | [ 5 ] |
| 2015년   | 염경식        | 신의 질문 (단편 영화)                     | [ 6 ] |
| 2015년   | 권호영        | 자각몽 (단편 영화)                        | [ 6 ] |
| 2016년   | 김효정        | 엠보이 (단편 영화)                        | [ 7 ] |
| 2016년   | 윤지수/오충환 | 내일을 향해 뛰어라 (SBS 특집 드라마)      | [ 7 ] |
| 2016년   | 이호재        | 로봇, 소리 (장편 영화)                    | [ 7 ] |
| 2016년   | 곽재용        | 시간이탈자 (장편 영화)                    | [ 7 ] |
| 2016년   | 김은희/김원석 | 시그널 (tvN 드라마)                       | [ 7 ] |
| 2017년   | 김성민        | 그린라이트(단편 영화)                     | [ 8 ] |
| 2017년   | 김영덕        | 다희 다이(단편 영회)                      | [ 8 ] |
| 2017년   | 연상호        | 부산행(장편 영화)                         | [ 8 ] |
| 2018년   | 최수진        | 오제이티: On the Job Training (단편 영화) |       |
| 2018년   | 권혁준        | 낙진 (단편 영화)                          |       |
| 2018년   | 봉준호        | 옥자 (장편 영화)                          |       |
| 2019년   | 신대용        | 이브 (단편 영화)                          |       |
| 2019년   | 김일현        | 지옥문 (애니메이션)                       |       |
| 2019년   | 김성훈        | 킹덤 시즌1 (드라마)                       |       |
| 2020년   | 이연지        | 불면증 소년 (애니메이션)                  |       |
| 2020년   | 이상엽        | 나홀로 그대 (스트리밍 드라마)             |       |
| 2020년   | 강구민        | 실로암 (단편 영화)                        |       |

### SF 만화/웹툰 부문
| 수상년도 | 작가              | 작품명                | 연재처/출판사                                | 출처  |
| -------- | ----------------- | --------------------- | -------------------------------------------- | ----- |
| 2014년   | 양영순            | 덴마                  | 네이버                                       | [ 4 ] |
| 2014년   | 연제원            | 제페토                | 네이버                                       | [ 4 ] |
| 2014년   | 안성호            | 노루                  | 다음 보관됨 2017-02-02 - 웨이백 머신         | [ 4 ] |
| 2014년   | 이장희            | 마인드 트래커         | 거북이북스                                   | [ 4 ] |
| 2014년   | 김성민/이기호     | 나이트런 프레이       | 이미지프레임                                 | [ 4 ] |
| 2015년   | 문지현            | 노네임드              | 네이버                                       | [ 5 ] |
| 2015년   | 모래인간/하얀돌   | 고기인간              | 레진                                         | [ 6 ] |
| 2015년   | 강풀              | 무빙                  | 다음 보관됨 2016-10-26 - 웨이백 머신         | [ 6 ] |
| 2015년   | 권혁주            | 씬커                  | 네이버                                       | [ 6 ] |
| 2015년   | Walker            | 파리대왕              | 올레마켓                                     | [ 6 ] |
| 2016년   | 이경은            | 은폐괴수 란지라!      | 애니맥스플러스                               | [ 7 ] |
| 2016년   | 엄지용            | 파라노이드 안드로이드 | 레진                                         | [ 7 ] |
| 2016년   | 김칸비/후파       | 언노운 코드           | 레진                                         | [ 7 ] |
| 2016년   | 창/이광열         | 종의 기원X            | 카카오페이지 보관됨 2016-10-19 - 웨이백 머신 | [ 7 ] |
| 2016년   | 막타              | 막타의 공상과학소설   | 코미카 보관됨 2016-10-19 - 웨이백 머신       | [ 7 ] |
| 2017년   | 갈로아            | 오디세이              | 레진                                         | [ 8 ] |
| 2017년   | 만취              | 냄새를 보는 소녀      | 케이툰                                       | [ 8 ] |
| 2017년   | 이시영            | 네가 있던 미래에선    | 대원씨아이                                   | [ 8 ] |
| 2018년   | 이경탁/노미영     | 심해수                | 투믹스                                       |       |
| 2018년   | 키티콘/김종환     | 에이디                | 저스툰                                       |       |
| 2018년   | 문지현            | 꿈의 기업             | 네이버                                       |       |
| 2019년   | 윤필/재수         | 다리 위 차차          | 저스툰                                       |       |
| 2019년   | 정지훈            | 모기전쟁              | 레진코믹스                                   |       |
| 2019년   | 천계영            | 좋아하면 울리는       | 다음                                         |       |
| 2020년   | 마사토끼/ASURA    | 왓치가이              | 레진코믹스                                   |       |
| 2020년   | 제이로빈/돌연변이 | 3cm 헌터              | 네이버                                       |       |
| 2020년   | 신일숙            | 카야                  | 카카오페이지                                 |       |

### SF 소설 장편 부문
| 수상년도 | 작가   | 작품명              | 출판사       | 출처  |
| -------- | ------ | ------------------- | ------------ | ----- |
| 2014년   | 김보영 | 7인의 집행관        | 폴라북스     | [ 4 ] |
| 2014년   | 김진우 | 애드리브            | 북퀘스트     | [ 4 ] |
| 2014년   | 백상준 | 섬                  | 황금가지     | [ 4 ] |
| 2014년   | 배명훈 | 은닉                | 북하우스     | [ 4 ] |
| 2015년   | dcdc   | 무안만용 가르바니온 | 에픽로그     | [ 5 ] |
| 2015년   | 이혜원 | 드림컬렉터          | 새파란상상   | [ 6 ] |
| 2015년   | 장은선 | 밀레니얼 칠드런     | 비룡소       | [ 6 ] |
| 2015년   | 권리   | 상상범              | 은행나무     | [ 6 ] |
| 2015년   | 장강명 | 호모도미난스        | 은행나무     | [ 6 ] |
| 2016년   | 노희준 | 깊은 바다 속 파랑   | 자음과모음   | [ 7 ] |
| 2016년   | 배명훈 | 첫숨                | 문학과지성사 | [ 7 ] |
| 2017년   | 김주영 | 시간 망명자         | 인디페이퍼   | [ 8 ] |
| 2017년   | 김병호 | 폴픽                | 스토리밥     | [ 8 ] |
| 2017년   | 김이환 | 초인은 지금         | 새파란상상   | [ 8 ] |
| 2018년   | 김백상 | 에셔의 손           | 허블         |       |
| 2018년   | 김희선 | 무한의 책           | 현대문학     |       |
| 2018년   | 홍준영 | 이방인의 성         | 멘토프레스   |       |
| 2019년   | 임성순 | 우로보로스          | 민음사       |       |
| 2019년   | 문목하 | 돌이킬 수 있는      | 아작         |       |
| 2019년   | 박문영 | 지상의 여자들       | 그래비티북스 |       |
| 2020년   | 이경희 | 테세우스의 배       | 그래비티북스 |       |
| 2020년   | 천선란 | 무너진 다리         | 그래비티북스 |       |
| 2020년   | 문목하 | 유령해마            | 아작         |       |

### SF 소설 중단편 부문
| 수상년도 | 작가   | 작품명                                    | 출처  |
| -------- | ------ | ----------------------------------------- | ----- |
| 2014년   | 김창규 | 업데이트                                  | [ 4 ] |
| 2014년   | 정도경 | 씨앗                                      | [ 4 ] |
| 2014년   | 황태환 | 옥상으로 가는 길                          | [ 4 ] |
| 2014년   | 백상준 | 장군은 울지 않는다                        | [ 4 ] |
| 2014년   | 정세호 | 지하실의 여신들                           | [ 4 ] |
| 2015년   | 박문영 | 사마귀의 나라                             | [ 5 ] |
| 2015년   | 김창규 | 뇌수                                      | [ 6 ] |
| 2015년   | 김보영 | 세상에서 가장 빠른 사람                   | [ 6 ] |
| 2015년   | 김용준 | 아바타, 마루타                            | [ 6 ] |
| 2015년   | 듀나   | 아퀼라의 그림자                           | [ 6 ] |
| 2016년   | 김창규 | 우리가 추방된 세계                        | [ 7 ] |
| 2016년   | 최영희 | 그날의 인간 병기                          | [ 7 ] |
| 2016년   | 최상희 | 그래도 될까?                              | [ 7 ] |
| 2016년   | 박성환 | 영원한 일요일 오후                        | [ 7 ] |
| 2017년   | 김창규 | 우주의 모든 유원지                        | [ 8 ] |
| 2017년   | 류호성 | 하늘에 묻히다                             | [ 8 ] |
| 2017년   | 바벨   | 어머니들의 아이                           | [ 8 ] |
| 2018년   | 김보영 | 얼마나 닮았는가                           |       |
| 2018년   | 김성일 | 라만차의 기사                             |       |
| 2018년   | 아밀   | 로드킬                                    |       |
| 2018년   | 이산화 | 증명된 사실                               |       |
| 2019년   | 심너울 | 세상을 끝내는데 필요한 점프의 횟수        |       |
| 2019년   | 김초엽 | 나를 키우는 주인들은 너무 빨리 죽어버린다 |       |
| 2019년   | 구병모 | 미러리즘                                  |       |
| 2019년   | 고호관 | 아직은 끝이 아니야                        |       |
| 2020년   | 아밀   | 라비                                      |       |
| 2020년   | 이산화 | 잃어버린 삼각김밥을 찾아서                |       |
| 2020년   | 이서영 | 유도선                                    |       |
| 2020년   | 전삼혜 | 고래고래 통신                             |       |

SF 웹소설 부문 (2019년 신설)
| 수상년도 | 작가          | 작품명                      | 플랫폼   | 출처 |
| -------- | ------------- | --------------------------- | -------- | ---- |
| 2019년   | 글쟁이S       | 사상 최강의 보안관          | 문피아   |      |
| 2019년   | 임이도        | 나 혼자 천재 DNA            | 조아라   |      |
| 2019년   | 클로엘(CLOEL) | 내 안드로이드               | 리디북스 |      |
| 2020년   | 흉적          | 피자 타이거 스파게티 드래곤 | 문피아   |      |
| 2020년   | FromZ         | 거대 인공지능 키우기        | 리디북스 |      |
| 2020년   | Havoc         | 함장에서 제독까지           | 문피아   |      |